# Aplomera schrottkyi
Aplomera schrottkyi är en tvåvingeart som beskrevs av Mario Bezzi 1909. Aplomera schrottkyi ingår i släktet Aplomera och familjen dansflugor. Inga underarter finns listade i Catalogue of Life.